# Parinacota (vulkaan)
Parinacota is een stratovulkaan op de grens van Chili en Bolivia. De vulkaan is 6.342 meter hoog en is slapende. Parinacota maakt deel uit van de bergketen Andes en de nationaal parken Luago in Chili en Sajama in Bolivia.
Circa 8000 jaar geleden is de vulkaan grootst uitgebarsten, waarbij het lokale afwateringsysteem is aangetast. Hieruit ontstond het nabijgelegen Lago Chungará. De laatste uitbarsting heeft rond het jaar 300 plaatsgevonden.